# Filigranskörvel
Filigranskörvel (Krubera peregrina) är en växtart i släktet filigranskörvlar och familjen flockblommiga växter. Den beskrevs av Carl von Linné och fick sitt nu gällande namn av Richard Thomas Lowe. Den är ensam art i sitt släkte.

## Utbredning
Arten växer naturligt i Medelhavsområdet och Makaronesien. Den förekommer tillfälligt i Sverige, men reproducerar sig inte.